# بازی‌وارسازی آموزشی

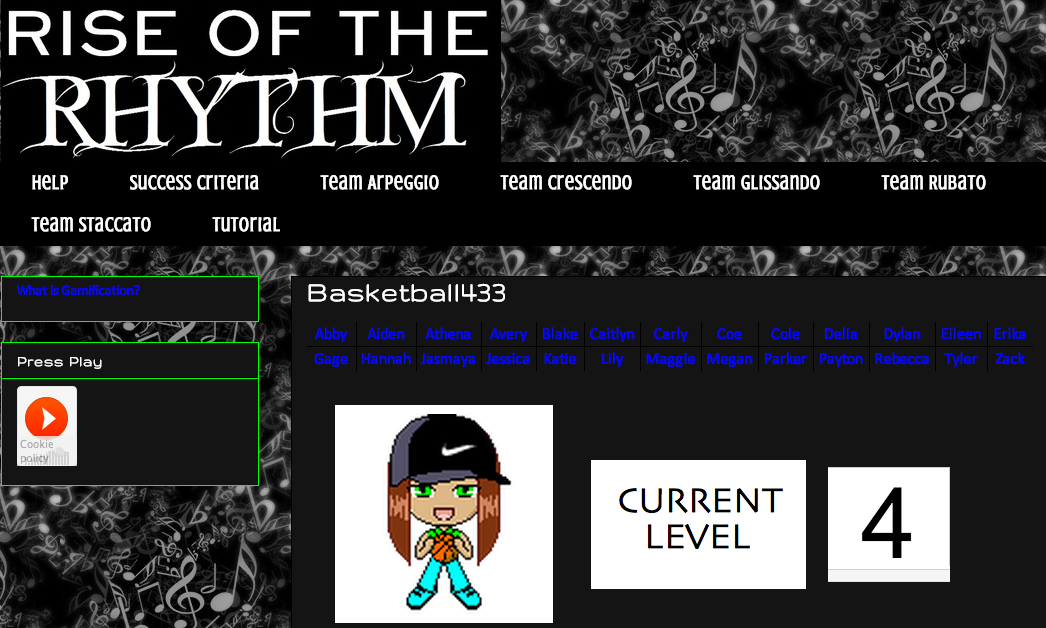
بازی‌وارسازی آموزشی

بازی‌وارسازی آموزشی (به انگلیسی: Gamification of learning) رویکردی برای افزایش انگیزه فرد برای یادگیری از طریق مولفه‌های بازی در محیط یادگیری است. هدف از گیمیفیکیشن آموزشی افزایش لذت یادگیری و افزایش اشتیاق فرد برای ادامه مسیر است. گیمیفیکیشن به طور کلی به معنای فرایند شناسایی و تعریف مولفه‌هایی تشکیل دهنده بازی و استفاده از این مولفه‌ها در محیط‌های غیرسرگرم‌کننده به منظور تاثیر بر رفتار مخاطب است. بازی‌هایی که در محیط آموزشی صورت می‌گیرد را می‌توان بازی جدی نامید، زیرا هدف سرگرم شدن نیست و انجام بازی با هدفی جدی صورت می‌گیرد.
'برای آشنای با گیمیفیکیشن‌ها و استفاده از آن در آموزش ما به شما کتاب انقلابی در نظام‌های آموزشی با سه فناوری نوین اثر فاطمه ذبیحی را پیشنهاد می‌کنیم. این کتاب از سایت و اپلیکیشن طاقچه در دسترس می‌باشد.'

#### مزایای بازی‌وارسازی در آموزش الکترونیکی
یکی از مزایای به‌کارگیری بازی‌وارسازی در آموزش الکترونیکی این است که سطح ارتباط برقرار شده بین یادگیرنده و محتوای آموزشی را افزایش می‌دهد، بازی‌وارسازی با تقویت حس پیش‌روی به سمت هدف، توجه دانش آموز را جذب می‌کند و به آنها انگیزه می‌دهد، وقتی دانش‌آموز احساس مثبتی نسبت به آموزش داشته باشد و بداند که قرار است برای نتایج خوبی که کسب می‌کند پاداش دریافت کند، به یک شرکت‌کننده فعال تبدیل می‌شود، پس دانش‌آموز اطلاعات را به طور موثرتری جذب خواهد کرد و به حافظه بلندمدت خود می‌سپارد، چون دانشی که توی ذهن او ذخیره شده همراه با تجارتی خوشایند همراه هست. 